# 青山景昌
青山 景昌（あおやま ひろあき、1996年10月14日 - ）は、愛知県津島市出身のサッカー選手。ポジションはミッドフィールダー(MF)。

## 来歴
名古屋グランパスアカデミー出身。名古屋でトップチームに昇格することができず当時の久米一正ゼネラルマネジャーの勧めで中央大学に進学するも1年で退学し、びわこ成蹊スポーツ大学に再入学。同校サッカー部ではすぐにレギュラーに抜擢され、2年次の2017年には背番号10をつけて史上初となる関西学生サッカーリーグ優勝に貢献。2019年には関西学生サッカー選手権大会において、準決勝戦と決勝戦でゴールを挙げて大会初優勝に導いた。
2020年、J3リーグの福島ユナイテッドFCに加入。加入1年目はJ3リーグ8試合に出場したものの、2021年シーズンは新型コロナウイルス感染症の症状が長引いたこともあり公式戦の出場なしに終わった。シーズン終了後の11月20日、契約満了により福島退団が決定。同年12月10日、フクダ電子アリーナで行われたJリーグ合同トライアウトに出場したが、1年も試合から遠ざかっていた影響は大きくオファーは来なかった。
2022年、オーストラリアに渡り所属チーム探しから始め、同年シーズンはナショナルプレミアリーグス (NPL) に属するニューサウスウェールズ州のブラックタウン・シティFCでプレーした。
2023年から2024年にかけて同じくニューサウスウェールズ州のマルコーニ・スタリオンズFCでプレー。
2024年7月17日、Aリーグ・メンのパース・グローリーFCに単年契約で加入。福島ユナイテッド以来となるプロクラブとの契約となった。また、森安洋文以来14ぶりにセミプロリーグであるNPLからAリーグへステップアップした日本人選手となった。しかし、2024-25シーズンのAリーグ・メンでは5試合の出場に留まり、2025年6月30日、契約満了でパース・グローリーを退団した。

## 所属クラブ
- 津島SSS[2]
- 名古屋グランパスU-12[2]
- 名古屋グランパスU-15(暁中学校)[1][2]
- 名古屋グランパスU-18(享栄高等学校)[1][2]
- 中央大学[1]
- びわこ成蹊スポーツ大学
- 2020年 - 2021年  福島ユナイテッドFC
- 2022年  ブラックタウン・シティFC（英語版）
- 2023年 - 2024年  マルコーニ・スタリオンズFC（英語版）
- 2024年7月 - 2025年6月  パース・グローリーFC

## 個人成績
| 国内大会個人成績 | 国内大会個人成績 | 国内大会個人成績 | 国内大会個人成績 | 国内大会個人成績 | 国内大会個人成績 | 国内大会個人成績 | 国内大会個人成績 | 国内大会個人成績 | 国内大会個人成績 | 国内大会個人成績 | 国内大会個人成績 |
| 年度             | クラブ           | 背番号           | リーグ           | リーグ戦         | リーグ戦         | リーグ杯         | リーグ杯         | オープン杯       | オープン杯       | 期間通算         | 期間通算         |
| 年度             | クラブ           | 背番号           | リーグ           | 出場             | 得点             | 出場             | 得点             | 出場             | 得点             | 出場             | 得点             |
| 日本             | 日本             | 日本             | 日本             | リーグ戦         | リーグ戦         | リーグ杯         | リーグ杯         | 天皇杯           | 天皇杯           | 期間通算         | 期間通算         |
| ---------------- | ---------------- | ---------------- | ---------------- | ---------------- | ---------------- | ---------------- | ---------------- | ---------------- | ---------------- | ---------------- | ---------------- |
| 2020             | 福島             | 14               | J3               | 8                | 0                | -                | -                | -                | -                | 8                | 0                |
| 2021             | 福島             | 14               | J3               | 0                | 0                | -                | -                | -                | -                | 0                | 0                |
| 通算             | 日本             | 日本             | J3               | 8                | 0                | -                | -                | -                | -                | 8                | 0                |
| 総通算           | 総通算           | 総通算           | 総通算           | 8                | 0                | -                | -                | -                | -                | 8                | 0                |

出場歴
- Jリーグ初出場:2020年7月29日 J3第7節 Y.S.C.C.横浜戦 (ニッパツ三ツ沢球技場)